# Львівський державний університет безпеки життєдіяльності
Львівський державний університет безпеки життєдіяльності (ЛДУ БЖД) — навчальний заклад України, який здійснює підготовку фахівців, що працюють в галузі безпеки людини. ЛДУ БЖД перший навчальний заклад України, який став членом European Fire Service College's Association (EFSCA).
Ректор університету — Бондар Дмитро Володимирович, генерал-майор служби цивільного захисту .
У складі Університету діє Вінницьке вище професійне училище, а також Ліцей цивільного захисту (м. Вінниця).

## Історія
Львівський державний університет безпеки життєдіяльності розпочав свою історію з невеликого навчального закладу — Київських курсів удосконалення офіцерського складу пожежної охорони МВС СРСР.
Поповнення кадрів пожежної охорони в післявоєнний час здійснювалось в основному з числа солдатів і офіцерів, які повернулись із фронту. З метою підвищення їх професійного рівня в країні було організовано ряд курсів перепідготовки. Зокрема, такі курси створені в жовтні 1947 року в м. Києві на базі першої сержантської школи УПО УМВС Київської області з терміном навчання 10 місяців (профілактики) і 15 місяців (командири відділень) загальною чисельністю 100 слухачів. Начальником курсів у грудні 1947 року призначено підполковника В. А. Дронова (з лютого 1948 року — полковник), а його заступниками — капітана Ф. Л. Бєліка і підполковника Б. М. Горбатенка. До 1 лютого 1948 року курси були укомплектовані начальницько-викладацьким складом та вже за місяць розпочалися заняття. 18 квітня 1948 року курсам вручено Бойовий Прапор, а 8 травня 1948 року особовий склад вперше приведений до військової Присяги.
Перший випуск 46 слухачів відбувся в січні 1949 року. Цього ж року кількість слухачів збільшується на 100 осіб з терміном навчання 11 місяців.
У липні 1951 року на курсах змінюється профіль навчання і вони перейменовуються в Київські курси підготовки офіцерського складу воєнізованої пожежної охорони МВС СРСР. Перемінний склад тоді укомплектовувався з числа сержантів і старшин воєнізованої пожежної охорони. Курсантам після закінчення навчання присвоювалося звання «молодший лейтенант».
Становленню і розвитку курсів сприяли своєю працею співробітники Я. Г. Сухомлін, М. В. Колесніков, В. І. Разгільдєєв, Д. А. Синиця, С. М. Козлов, М. М. Кондрашов, В. І. Фіногенова, М. П. Трачук та багато інших. Особливо слід підкреслити внесок інженер-майора Я. Я. Щербини, який плідно поєднував викладання предметів з науковими і раціоналізаторськими розробками. Так, у 1951 році ним розроблена система забору і подачі води до місця пожежі за допомогою ежекторної системи, яка знайшла підтримку і високу оцінку в УПО МВС України.
Історичною віхою став наказ МВС СРСР від 22 липня 1952 року про створення на базі Київських курсів підготовки офіцерського складу ВПО МВС СРСР Київського пожежно-технічного училища зі штатом 344 особи постійного складу і 840 курсантів. Для розміщення споруджується будівля по вул. Урицького (нині пл. Солом'янська). Сьогодні там розташований центральний корпус Національної Академії внутрішніх справ України.
Начальником Київського училища було призначено інженер-полковника внутрішньої служби О. Т. Замостьєва, а його заступниками — майора внутрішньої служби В. М. Катуніна, підполковника внутрішньої служби С. М. Зеленюка та підполковника інтендантської служби Б. О. Донова.
Комплектування курсантського складу здійснювалося з числа цивільної молоді віком 18-23 роки, яка мала середню освіту або 9 класів і була придатною за станом здоров'я, а також з лав сержантського і рядового складу воєнізованої пожежної охорони, незалежно від займаної посади, віком до 30 років і освітою не нижче 8 класів. У серпні-вересні 1952 року пройшов перший набір курсантів у складі двох дивізіонів, з терміном навчання 2 роки. Командирами дивізіонів призначені майор внутрішньої служби С. М. Козлов (заступник старший лейтенант внутрішньої служби М. Д. Голубейко) та майор внутрішньої служби С. Ф. Загорнов (заступник майор внутрішньої служби І. М. Батеньков).
1 листопада 1952 року у курсантів розпочалися заняття, які проводили на циклах: суспільних наук (начальник підполковник О. М. Ніколаєнко); пожежної тактики (начальник майор адміністративної служби П. М. Платунов); пожежної профілактики (начальник майор Я. Г. Сухомлін); пожежної техніки (начальник інженер-майор внутрішньої служби Я. Я. Щербина) та загальноосвітнього (начальник капітан М. В. Колесніков).
Військовий цикл створено в грудні 1953 року. Його очолив майор внутрішньої служби С. Ф. Загорнув. Серед викладачів пожежної тактики був і технік-лейтенант внутрішньої служби П. М. Десятников — майбутній генерал-майор внутрішньої служби, начальник ГУПО МВС України.
Одночасно при училищі продовжували діяти 11-місячні курси, які в червні 1953 року розформували.
Весь особовий склад училища 30 серпня 1953 року був приведений до військової Присяги, а 1 жовтня розпочались заняття у курсантів нового набору з трирічним терміном навчання.
У квітні 1954 року з числа курсантів 2 курсу відібрано 85 осіб для дострокового випуску із училища.
З 4 по 10 травня 1954 року Київське пожежно-технічне училище передислокували в м. Львів і відповідно до наказу МВС СРСР воно перейменовано у Львівське пожежно-технічне училище МВС СРСР.
Для розташування училища було надано історичну споруду у центральній частині Львова.
У 1955 році начальником училища призначено інженер-полковника внутрішньої служби Б. Я. Колядинського. Перший випуск із училища відбувся 12 липня 1955 року. Тоді 179 випускникам присвоєно спеціальне звання технік-лейтенант внутрішньої служби. Цього ж року порядок комплектування курсантів залишився попереднім, але освіта у абітурієнтів мала бути не меншою 9 класів, а у практичних працівників віковий ценз обмежувався 26 роками.
Випускникам училища 1957 року видали нову форму синього кольору без погонів, а знаки розпізнавання розташовувалися на петлицях. Така форма проіснувала всього рік. Усі курсанти, зараховані на навчання в 1958 році в училище, мали середню освіту.
В 1959 році до структури училища вносяться зміни — ліквідовується політвідділ, а в 1960 році до категорії робітників і службовців переводяться 22 особи начальницького і 6 осіб сержантського і рядового складу. Цього року училище перепідпорядковується МВС України.
В 1961 році в училищі організовується заочне відділення із 75 слухачами на трьох курсах.
Після передислокації до Львова особовий склад училища доклав багато зусиль, щоб реконструювати існуючі приміщення, обладнати територію та зробити їх цілком придатними для навчального процесу. В цій творчій роботі з ініціативою та ентузіазмом працювали: Я. Я. Щербина, К. Т. Тіпцов, І. Є. Воробйов, М. П. Трачук, М. І. Мельничук, В. М. Єрмаков, Т. І. Калмикова, В. Г. Буркін, А. П. Грачов, В. І. Заїкін, М. О. Терещук, О. П. Дворянцев, В. М. Якушев, В. П. Чижов, М. А. Хорошок та багато інших, чиї імена золотими літерами вписані в історію навчального закладу.
Начальником училища у 1962 році призначено полковника внутрішньої служби М. І. Попукайла. В 1965 році прийняте рішення про збільшення набору курсантів і скорочення терміну навчання з трьох років до двох з половиною. Наступного року училище підпорядковується Управлінню навчальних закладів Міністерства охорони громадського порядку СРСР і отримує назву Львівське пожежно-технічне училище МОГП СРСР.
У 1970 році начальником училища призначається полковник внутрішньої служби В. М. Зозуля. За його ініціативою розпочалась реконструкція та облаштування внутрішніх приміщень і коридорів училища, навчальних кабінетів і класів, лабораторій та лекційних залів.
З 1974 року начальником училища призначено полковника внутрішньої служби Н. В. Севрука.
У зв'язку зі змінами площі приміщень та території училища в 1975 році розпочалась подальша розбудова та вдосконалення його навчально-матеріальної бази. Творчо і самовіддано в цій роботі проявили себе А. С. Косівченко, І. Л. Біленко, В. М. Єрмаков, В.ГБуркін, О. С. Лозовий, В. Ф. Бутько, В. Х. Горобець, Г. Я. Козловський, І. В. Яковенко, В. І. Олександров, А. А. Шадрін, С. П. Штепа, В. П. Пастухов, А. І. Харчук, О. С. Калінін, Й.;Й.Кукурудза, С. С. Тимчишин, В. М. Макаренко та багато інших.
Протягом 1975—1980 рр. відбулися зміни в штатному розкладі училища, зокрема, було введено ряд нових атестованих посад, які посілидосвідчені працівники.
З 19 червня по 9 серпня 1980 року у складі окремого батальйону під керівництвом начальника училища полковника внутрішньої служби А. В. Севрука 459 осіб особового складу училища забезпечували протипожежну безпеку Олімпійських об'єктів у м. Таллінні, де проводилася вітрильна регата ХХІІ Олімпійських ігор. За зразкове виконання цього завдання училище було нагороджене Почесною Грамотою Президії Верховної Ради СРСР та Почесною грамотою організаційного комітету Олімпійський ігор 1980 року в Москві. Найкращих курсантів і офіцерів відзначено урядовими нагородами, почесними знаками, грамотами.
У 1983 році начальником училища призначено полковника внутрішньої служби А. С. Косівченка Під його керівництвом запроваджено нові заходи розвитку і вдосконалення матеріально-технічної бази навчального закладу.
Протягом 1983—1988 спроектовано і надбудовано четвертий поверх головного корпусу, де розмістилися 4 дивізіони. Особливо відзначились при цьому будівництві полковники внутрішньої служби Р. І. Костюк, В. Ф. Желізко, підполковники внутрішньої служби О. М. Мельничук, Є. М. Ільницький, О. М. Фітісов, М. Т. Хом'як, З. В. Лаврівський та курсант В.Сабат. Викладачі В. Г. Мінкович, Я. Ф. Ковалишин, В. М. Бурило, І. Б. Федюк, І. В. Піскова, В. В. Ковалишин, Б. С. Штангрет, В. І. Хрип'як, В. Ф. Каро та ін. Своєю працею вони сприяли удосконаленню навчальної та матеріально-технічної бази.
У березні 1984 року училище перейшло на дворічну програму навчання і розпочало комплектуватись тільки особами віком до 27 років, які відслужили дійсну військову службу.
В 1986 році заступник начальника училища підполковник внутрішньої служби І. Л. Біленко, начальник пожежно-тактичного циклу підполковник внутрішньої служби А. Ф. Лебідь, викладач майор внутрішньої служби М. В. Судінцин та 9 курсантів брали безпосередню участь у ліквідації наслідків аварії на Чорнобильській АЕС. За мужність та самовіддану працю всі вони були нагороджені медаллю «За відвагу на пожежі».
У 1988 році вводиться нова навчальна програма з терміном навчання 2 роки і 10 місяців.
З 21 лютого по 8 серпня 1989 року особовий склад училища у складі трьох тимчасових зведених батальйонів (200 осіб кожен) виконував миротворчу місію з охорони громадського порядку у Нагорному Карабасі. Командирами батальйонів були призначені полковник внутрішньої служби А. С. Косівченко, підполковник внутрішньої служби Б. В. Колодій, підполковник внутрішньої служби В. П. Пастухов. За зразкове несення служби полковник внутрішньої служби А. С. Косівченко, підполковники внутрішньої служби Б. В. Колодій та Є. М. Ільницький нагороджені медалями «За відзнаку в охороні громадського порядку».
Історичним і важливим для навчального закладу став наказ начальника училища від 24 серпня 1991 року вперше виданий українською мовою «Про демократизацію навчально-виховного процесу». Згідно з цим наказом із програми навчання вилучались предмети партійно-політичної спрямованості і заборонялася діяльність усіх партій і політичних формувань.
У зв'язку з передчасною смертю полковника внутрішньої служби А. С. Косівченка, в грудні 1991 року начальником училища призначено полковника внутрішньої служби Б. М. Грицая.
Поворотним пунктом у житті училища, як і держави в цілому, став Акт проголошення Незалежності України. Педагогічний колектив училища ініціював та першим серед навчальних закладів МВС України в 1993 році перейшов на викладання всіх предметів українською мовою.
У 1993 році вводиться посада ректора училища, на яку перепризначено начальника училища полковника внутрішньої служби Б. М. Грицая. З його ініціативи з'являються нові напрямки діяльності колективу училища у покращенні матеріально-технічної бази. В цій роботі особливо відзначились полковник внутрішньої служби О. І. Воробйов, підполковники внутрішньої служби В. В. Здоровик, О. А. Гаврилко, З. В. Лаврівський, О. С. Назарук, С. І. Гагарін, А. Д. Кузик, майор внутрішньої служби Т. Є. Рак та інші.
В 1994 році почалась відбудова каплиці, що розташована на території училища та довгий час використовувалася не за призначенням.
У цей же час почалось будівництво навчально-тренувального центру в с. Цунів Городоцького району Львівської області для проведення табірних зборів з першокурсниками.
Від імені Львівської облдержадміністрації в 1995 році училищу було вручено новий Прапор з українською символікою.
У січні 1999 року ректором училища призначено полковника внутрішньої служби М. М. Козяра.
Розпочався новий етап становлення і розвитку навчального закладу. Основними навчально-науковими здобутками цього періоду є Розпорядження Кабінету Міністрів України відповідно до якого 21 червня 2001 року Львівське пожежно-технічного училища МВС України реорганізоване у Львівський інститут пожежної безпеки МВС України. Згідно з Указом Президента України від 27 січня 2003 року Інститут перейшов у підпорядкування Міністерства України з надзвичайних ситуацій та у справах захисту населення від наслідків Чорнобильської катастрофи.
З метою якісно нової підготовки фахівців для підрозділів служби цивільного захисту України та прагнення долучитися до європейських освітніх стандартів Болонського процесу 29 березня 2006 року Розпорядженням Кабінету Міністрів України Львівський інститут пожежної безпеки МНС України реорганізований у Львівський державний університет безпеки життєдіяльності.
В традиціях навчального закладу прерогативою завжди була й залишається фахова підготовка висококваліфікованих спеціалістів. Яскравим прикладом цьому є його славні випускники. Упродовж 60 років свого існування навчальний заклад підготував понад 20 тис. фахівців, серед яких нині 33 генерали. Наші випускники своєю сумлінною службою та наполегливою працею гідно примножують славні традиції рідної альма-матер. Сьогодні чимало з них перебувають на керівних посадах департаментів, обласних управлінь та підрозділів МНС України, а також країн колишнього Союзу. За самовіддану працю, мужність та відвагу найкращі наші вихованці відзначені державними нагородами.
В роки становлення та розбудови навчального закладу ці люди творили його багатогранну історію, своїм серцем, розумом і сумлінням вони примножують його славні традиції й сьогодні. Ми щиро пишаємося вагомими здобутками наших вихованців, й впевнені, що їх багатий життєвий і професійний досвід стане гідним прикладом служіння Батьківщині для молоді, яка щороку поповнює лави професійних рятувальників служби цивільного захисту України.
У 2017 році на державному рівні в Україні відзначався ювілей — 70 років з часу заснування Львівського державного університету безпеки життєдіяльності (жовтень 1947).

### Головний корпус
Будівля, в якій розташовано Львівський державний університет безпеки життєдіяльності була зведена в середині XIX століття за розпорядженням австрійського імператора Франца Йосифа I, на виділені ним кошти та за сприяння його генерал-ад'ютанта графа Ґрюнера.
28 лютого 1851 під час урочистого перебування цісаря Австрійської імперії у Львові, представники міста подали прохання про зведення Будинку військових інвалідів для вояків Галичини, скалічених у боях, аби вони могли отримати гідне життя на власній землі. Імператор задовольнив це прохання і звелів, щоби будову звели за планом відомого архітектора Теофіла Гансена і коштом 700 тис. золотих ринських.
На пропозицію бургомістра Львова Кароля Ґьопфлінґена-Берґендорфа, міська влада для будівництва монументального комплексу разом із каплицею виділила ділянку на фільварку Піліховського, поблизу шляху, що веде до підніжжя Кортумової гори (нині вул. Клепарівська, 35) площею 1251 кв. сажень, ціною 11 406 золотих ринських і 40 крейцерів. Скликана з цього приводу рада столичного міста Львова подарувало для будівництва Будинку інвалідів згадану міську ділянку з дубовим лісом і надала безкоштовно для використання міську цегельню.
Будинок інвалідів запроектував Теофіл ван Гансен в аркадному стилі (Rundbogenstil), з фасадами, зведеними зі звичайної цегли (за кольором поділеній на жовті і червоні смуги). Під керівництвом Едмунда Келера будівельні роботи розпочались у 1855 році і завершилися у 1863-му. В архітектурі будівлі домінує монументалізм, реалізований шляхом великого розтягнення споруди (довжина головного фасаду 165 метрів), характерний для творчості Гансена на той період.
Будинок інвалідів складається з імпозантної центральної частини, з кутовими вежами, та симетричних бокових крил, які завершуються павільйонами. Фасад будинку оздоблений мистецькими скульптурами та барельєфами. Для виконання цих робіт були запрошені молодий скульптор Ципріян Ґодебський та скульптор Абель Пер'є. На фасаді будинку, обабіч герба Австрійської імперії, встановлено дві величні скульптури: Воїна у постаті чоловіка, який вихоплює меч із піхов, і Спокою у постаті жінки у лавровому вінку з пальмовою гілкою у лівій руці, а у правій — зі сувоєм паперу. Біля ніг скульптури лежать палітра і пензель, як символи Науки і Мистецтва. Ці фігури, заввишки два метри, виконані майстром зі щільного пісковика.
Над протилежними брамами, ззовні і зсередини подвір'я будинку, встановлено по чотири барельєфи, що символізують постаті жінок — Воїна і Перемогу.
На фасаді будинку розміщено 26 скульптурних елементів та 8 барельєфів, які збереглися донині. Багато скульптурних елементів будинку, зокрема, з внутрішньої її сторони, — втрачені. До їх числа належать статуї чотирьох найславетніших австрійських фельдмаршалів і генералів: архикнязя Орла, графа Радецького, князя Шварценберга і графа Шпіка. Не зберігся також і зал із фресками.
Монументальна ідея Будинку інвалідів належить до найкращих взірців віденських запозичень в історії архітектури Львова.
Посвячення Будинку інвалідів відбулось з великою урочистістю 4 жовтня 1863 року в день іменин Цісаря. Уповноважений єпископом провести цей релігійний акт був пан фельд-суперіор (високий чин представника церкви у війську) П.Брадовскі. О 8 годині ранку за канонами католицької церкви була посвячена каплиця, а потім і сама будівля.
Триповерхова будівля призначалася для розміщення та утримання на пансіоні п'ятсот інвалідів. Центральна частина будови — для офіцерів, обидва крила — для молодших офіцерів та солдат. У чотирьох вежах, в центральній частині будівлі, розміщувалось помешкання генерал-коменданта, тут знаходилась і його канцелярія. Одне крило будинку було адаптоване до військового госпіталю, як філії гарнізонного.
Після приєднання Галичини до СРСР (1939—1941) в будівлі стояв 233 полк НКВД (в/ч 7480). Під час німецько-радянської війни будинок не був пошкоджений, і 10 серпня 1944 року в ньому знову розмістилася в/ч 7480.
За рішенням Міністерства внутрішніх справ СРСР у травні 1954 року в будинку було розміщено Київське пожежно-технічне училище, передислоковане до Львова. Згодом його перейменували на Львівське пожежно-технічне училище МВС СРСР.

### Церква Покрови Пресвятої Богородиці
Доповненням до монументальної споруди Будинку інвалідів, що має характер середньовічних італійських палаццо, є оздоблена багатим декором каплиця з візантійсько-грецькими формами, яка міститься за будинком.
Архітектор Теофіл Гансен запроектував її на плані грецького хреста, вписаного в квадрат, зі спертим на пендентивах куполом. Пресбітерій замкнуто абсидою. Візантійська декорація має модифікований характер. Колірний контраст цегли (червоної та жовтої у вигляді маленьких хрестиків) посилює настрій.
Каплицю побудовано в 1855—1863 роках у комплексі з головним корпусом. До наших днів, на жаль, не збереглись скульптурні елементи оздоби. При вході до каплиці обабіч парадних сходів, стояли чотири величні скульптури: Віри і Релігії та двох апостолів св. Петра і св. Павла. Над брамою містилося Розп'яття. Всередині каплиці за документальними відомостями знаходилися 12 скульптур святих. Не збереглись також хори і розпис.
З 1939 року будівля каплиці зазнала руйнувань, її використовували не за призначенням. Тривалий час в ній розміщувався речовий склад. Художній розпис на стінах був брутально забілений, ліпнина та барельєфи понівечені, демонтовано хрест на куполі.
З метою духовного відродження та виховання курсантів на істинно християнських засадах у квітні 1993 року тодішній ректор училища полковник внутрішньої служби Б. М. Грицай виступив з ініціативою реставрувати каплицю і перенести речовий склад в інше місце.
У травні 1994 року курсант Валентин Очеретний встановив хрест на куполі каплиці. Ректор училища оголосив акцію пожертвувань серед співробітників училища на реставрацію споруди. Зібрали 21 млн. 11 тисяч крб. За ці кошти було виконано капітальний ремонт покрівлі. Паралельно з ремонтними роботами підполковники внутрішньої служби В. О. Калошин, Т. Б. Юзьків, курсанти Андрій Монастирський та Анатолій Вітрів реставрували ліпнину та барельєфи. Курсант Олександр Вакуліч та його батько Павло Васильович допомогли з матеріалом, розробили проект, виконали різьбярські роботи царських воріт.
Копітку високохудожню роботу із розпису центральної частини купола провели пожежні рядові Олег Лозинський, Олександр Каркавчук. Бригада під керівництвом майстра-різьбяра п. Зеновія виготовила, вкрила позолотою та встановила іконостас. Слухачі заочного відділення молодший сержант внутрішньої служби В. П. Гелетюк пожертвував пристіл. Аматори та майстри училища виготовили кивот, тетрапод, жертовник, заново відбудували хори.
Отже, до благородної справи духовного відродження долучився не тільки весь особовий склад училища, а й батьки курсантів та випускники — працівники підрозділів пожежної охорони України. Так, 10 млн крб пожертвував Ігор Родоліцький, а Олександр Фізер — рушники, Микола Савостін — образ Богоматері з дитям. Випускники 1996 року виготовили підсвічники, випускники 1997 року пожертвували центральну люстру, а випускники 1998 року — фелон та кадило.
Колишній випускник, а тепер генерал-майор внутрішньої служби М. Я. Откідач пожертвував Дарохранительницю та св. Євангеліє в окладі, полковник внутрішньої служби М. Г. Шкарабура — ікону Богородиці.
Митрополит Львівський та Сокальський Андрій 11 жовтня 1998 року о 10 годині ранку, за канонами Української православної церкви, освятив каплицю як Церкву Покрови Пресвятої Богородиці. В святочному освячені церкви взяли участь інспектор Львівської духовної семінарії і академії митрофорний протоієрей Ярослав Ощудляк, настоятель церкви Покрови Пресвятої Богородиці о. Роман Великий, а також о. Віктор Феденьків, о. Олег Лучечко, о. Михаїл Семків, о. Ігор Рибак, протодиякон о. Семен Пігура, диякон о. Максим Чінка і весь особовий склад навчального закладу.
Сьогодні Церква Покрови Пресвятої Богородиці є осередком духовного життя Університету. Кожної неділі та у святкові дні тут проводяться Богослужіння, в яких беруть участь не тільки курсанти та студенти, а й усі охочі.
Настоятель храму отець Роман Великий робить все задля тісного згуртування колективу, зміцнення морально-психологічного клімату серед особового складу. В храмі постійно проводяться різноманітні релігійні обряди: таїнства вінчання, сповіді, хрещення, а також недільні катехитичні зустрічі для курсантів та працівників Університету, до яких отець Роман Великий звертається зі словом Божим.
Навчальна пожежно-рятувальна частина

### Навчальна пожежно-рятувальна частина
Історія навчальної пожежно-рятувальної частини починається з навчальної пожежної команди(НПК), яка була створена при Київських курсах удосконалення офіцерського складу в 1948 році. Начальником НПК був призначений ст. лейтенант Ритченко Григорій Денисович, який був на цій посаді з 15.03. 1951 р. по 10.09.1952 р. З жовтня 1952 року на базі ККУОС ВПО МВС СРСР утворилось КПТУ МВС СРСР.
В травні місяці 1954 року КПТУ МВС згідно з наказом МВС СРСР було передислоковано в м. Львів і дістало назву Львівське пожежно-технічне училище МВС СРСР. Начальником НПК ЛПТУ МВС СРСР був призначений технік — лейтенант Романенко Олексій, який пробув на цій посаді з 16.04.54р. по 01.11.1955 р.
01.11.1955 року начальником НПК ЛПТУ МВС СРСР був призначений старший технік — лейтенант Горбунов Микола Михайлович.
01.11.1957 р. начальником НПК ЛПТУ МВС СРСР був призначений майор Невтенейко Василь Філімонович, який працював на цій посаді до 31.12.1959 року.
1959 року НПК училища згідно з наказом МВС СРСР було перейменовано в навчальну пожежну частину ЛПТУ МВС УРСР. 01.09.1959 року начальником НПЧ ЛПТУ УРСР був призначений технік-лейтенант Павлінов Олексій Михайлович. Особовий склад НПЧ при його формуванні налічував 34 чоловіки

## Структура

### Ректорат
- Ректор університету Бондар Дмитро Володимирович
- Перший проректор Остап'юк Андрій Юрійович
- Проректор з науково-дослідної роботи  Попович Василь Васильович
- Проректор з навчальної та методичної роботи Придатко Олександр Володимирович
- Проректор по роботі з персоналом Коваль Назарій Ярославович
- Проректор з стратегічного планування і контролю Бойко Тарас Володимирович

### Факультет цивільного захисту
Інститут цивільного захисту Львівського державного університету безпеки життєдіяльності, створений у серпні 2010 року, сьогодні є одним з найпотужніших і за багатьма напрямами визначальним в Університеті. Інститут цивільного захисту здійснює підготовку висококваліфікованих фахівців освітньо-кваліфікаційного рівня бакалавр, спеціаліст та магістр за наступними напрямами та спеціальностями
освітньо-кваліфікаційного рівня бакалавр за напрямами:
- екологія, охорона навколишнього середовища та збалансоване природокористування;
- охорона праці;
- транспортні технології;
- управління інформаційною безпекою;
- цивільний захист;

освітньо-кваліфікаційного рівня магістр за спеціальностями:
- адміністративний менеджмент у сфері захисту інформації;
- екологія та охорона навколишнього середовища;
- організація і регулювання дорожнього руху;
- організація перевезень і управління на транспорті;
- охорона праці;
- управління проектами;
- цивільний захист.

### Факультет пожежної та техногенної безпеки
Інститут пожежної та техногенної безпеки створений у серпні 2010 на базі двох факультетів: пожежної та техногенної безпеки і пожежно-рятувальної справи. Інститут є одним з основних структурних підрозділів Львівського державного університету безпеки життєдіяльності. Девізом Інституту є латинський вираз «Ad Astra» («До зірок»), який націлює курсантів та студентів на плідну наукову та активну громадську діяльність. Пріоритетними напрямками діяльності Інституту є формування особистості та підготовка висококваліфікованих фахівців для підрозділів ДСНС України, навчально-виховна робота, створення сприятливих умов для засвоєння курсантами та студентами знань, умінь і навичок, необхідних для опанування обраної спеціальності.
     В основі ідеології нашого інституту є національна ідея. Цим принципом керуємося у навчально-виховній роботі. За останні 10 років завдяки наполегливій праці науково-педагогічного персоналу вдалося досягнути значних результатів, а головне — здобути європейське визнання.
В інституті навчається за денною формою 564 курсантів та 117 студенти.
В інституті готують фахівців:
- за напрямом підготовки 6.170203 «Пожежна безпека» — бакалавр;
- за напрямом підготовки 6.170203 «Пожежна безпека» — бакалавр (на базі освітньо-кваліфікаційного рівня — «молодший спеціаліст»);
- за спеціальністю 7.170203.01 «Пожежна безпека» — спеціаліст;
- за спеціальністю 8.170203.01 «Пожежна безпека» — магістр.

### Факультет психології та соціального захисту
Інститут психології та соціального захисту (далі Інститут) є адміністративним та навчально-науковим підрозділом, який здійснює гуманітарну підготовку студентів та курсантів  університету за програмами, що базуються на нових концептуальних положеннях гуманітарної вищої освіти в Україні. Інститут здійснює керівництво науково-дослідницькою, організаційно-методичною та виховною роботою кафедр та структурних підрозділів Інституту. Наш  Інститут створений з метою удосконалення управління та структури Університету, поліпшення якості освітньої та наукової діяльності, ефективного використання кадрового потенціалу й матеріально-технічної бази, підвищення якості підготовки фахівців за освітньо-кваліфікаційними рівнями бакалавра, спеціаліста, магістра у системі ступеневої освіти. Основною метою діяльності інституту є забезпечення умов, необхідних для отримання особою вищої освіти, другої вищої освіти, підготовка та перепідготовка фахівців для підрозділів ДСНС  України та на замовлення інших міністерств, відомств та організацій. Основним предметом діяльності Інституту є освітня робота у визначеній для нього області, яка охоплює навчальну, виховну, наукову, науково-дослідну, культурну, методичну сфери.
В інституті психології та соціального захисту проводиться підготовка фахівців:
за напрямами: 6. 020303- «Філологія. Спеціалізація: переклад (англо-український переклад)», 6. 030103- «Практична психологія» та 6.130102 "Соціальна робота".
за спеціальністю: 7.03010301 — «Практична психологія»,  8.03010301 — «Практична психологія».
Форма навчання за напрямами «Соціальна робота», «Філологія» — денна, за напрямом «Практична психологія» — денна та заочна.
Крім підготовки фахівців за напрямами, що готуються в інституті, викладачі кафедр, забезпечують викладання дисциплін для підготовки фахівців за напрямами та спеціальностями:
- пожежна безпека
- цивільний захист;
- охорона праці;
- управління інформаційною безпекою;
- транспортні технології;
- екологія, охорона навколишнього середовища та збалансоване природокористування;

та освітньо-кваліфікаційного рівня магістр і спеціаліст за такими спеціальностями: 
- екологія та охорона навколишнього середовища;
- адміністративний менеджмент у сфері захисту інформації;
- організація перевезень і управління на транспорті;
- організація і регулювання дорожнього руху;
- управління проектами.

### Інститут післядипломної освіти
Інститут післядипломної освіти створено в Львівському державному університеті безпеки життєдіяльності у лютому 2014 року. Основною метою діяльності інституту є підготовка абітурієнтів до вступу в університет та післядипломна освіта працівників ДСНС України та інших міністерств і відомств.     Метою післядипломної освіти є задоволення індивідуальних потреб громадян у особистісному та професійному зростанні а також забезпечення потреб держави в кваліфікованих кадрах високого рівня професіоналізму та культури, здатних компетентно і відповідально виконувати посадові функції, впроваджувати у виробництво новітні технології, сприяти подальшому соціально-економічному розвитку суспільства. Сутність післядипломної освіти визначено Законом України «Про вищу освіту» (ст.60): «Післядипломна освіта — це спеціалізоване вдосконалення освіти та професійної підготовки особи шляхом поглиблення, розширення та оновлення її професійних знань, умінь та навичок або отримання іншої професії, спеціальності на основі здобутого раніше освітнього рівня та практичного досвіду». Освітянська діяльність інституту післядипломної освіти підкріплена відповідною ліцензією, виданою Міністерством освіти і науки, молоді та спорту України (АЕ № 270539 від 05.06.2013 р.) з обсягом по напрямках «Підготовка до вступу у вищі навчальні заклади громадян України» — 250 осіб, "Підвищення кваліфікації фахівців за спеціальністю «Пожежна безпека» — 1150 осіб. Інститут розміщується в будівлі університету і вміщує мультимедійний лекційний зал, спеціалізовані навчальні класи, службові та побутові приміщення.
Основними структурними складовими інституту є:
- кафедра ліквідації наслідків надзвичайних ситуацій;
- курси підготовки громадян до вступу у вищі навчальні заклади;
- навчально-тренувальний полігон.

Основними напрямками діяльності інституту післядипломної освіти є:
- підготовка фахівців на базі вищої технічної освіти за спеціальністю 7.17020301 «Пожежна безпека», освітньо-кваліфікаційного рівня спеціаліст (заочна форма навчання);
- підвищення кваліфікації працівників органів управління та підрозділів ДСНС України;
- спеціалізація працівників органів управління та підрозділів ДСНС України;
- підвищення кваліфікації та поглиблення професійних знань та вмінь фахівців різних міністерств, відомств, галузей за напрямками протипожежного захисту об'єктів на договірних засадах;
- організація і проведення спеціального навчання фахівців суб'єктів господарювання, які виробляють (підтримують) ліцензії на виконання робіт протипожежного призначення;
- організація і проведення занять з працівниками суб'єктів господарювання різних форм власності з пожежно-технічного мінімуму;
- підготовка абітурієнтів до вступу в університет на курсах підготовки до вступу у вищі навчальні заклади;
- науково-дослідна діяльність;
- участь у профорієнтаційній роботі;
- участь у міжнародній співпраці Університету.

### Кафедри
- Кафедра інформаційних технологій та систем електронних комунікацій
- Кафедра управління інформаційною безпекою
- Кафедра процесів горіння і загальної хімії
- Кафедра цивільного захисту та комп'ютерного моделювання екогеофізичних процесів
- Кафедра українознавства
- Кафедра наглядово-профілактичної діяльності
- Кафедра практичної психології та педагогіки
- Кафедра соціальних та гуманітарних дисциплін
- Кафедра експлуатації транспортних засобів та пожежно-рятувальної техніки
- Кафедра промислової безпеки та охорони праці
- Кафедра пожежної тактики та аварійно-рятувальних робіт
- Кафедра електротехніки, промислової та пожежної автоматики
- Кафедра спеціально-рятувальної підготовки та фізичного виховання
- Кафедра фундаментальних дисциплін
- Кафедра екологічної безпеки
- Кафедра іноземних мов та технічного перекладу
- Кафедра захисту населення та територій
- Кафедра профілактичної та консультаційної діяльності
- Кафедра ліквідації надзвичайних ситуацій
- Кафедра професійної адаптації
- Кафедра права та менеджменту у сфері цивільного захисту
- Кафедра моніторингу та прогнозування надзвичайних ситуацій

### Рада курсантського та студентського самоврядування
Головною метою Ради курсантського та студентського самоврядування, як важливого елемента удосконалення навчально-виховної роботи є інтенсифікація процесів зростання соціальної активності у курсантському, студентському та слухацькому середовищі, ініціативності та відповідальності за доручені справи, а також сприяння гармонійному розвитку особистості курсантів, студентів та слухачів, набуття ними якостей та навичок лідера, організатора, керівника, зразкового офіцера. З метою забезпечення активної участі курсантів та студентів у процесах вдосконалення навчально-виховного процесу, забезпечення належної якості навчання, виховання духовності і культури, зростання соціальної активності, підвищення відповідальності за доручену справу, реалізації творчих здібностей молоді, органи курсантського та студентського самоврядування реалізують наступні основні завдання:
- проводять організаційні, наукові, культурно-масові, спортивні, оздоровчі та інші заходи;
- приймають акти, що регламентують їхню організацію та діяльність;
- сприяють працевлаштуванню осіб, які навчаються у вищому навчальному закладі;
- розпоряджаються коштами та іншим майном, які знаходяться на їхньому балансі та банківських рахунок;
- сприяють формуванню у курсантів та студентів університету патріотичних почуттів, поваги до України, рідного міста та альма-матер, а також почуттів національної свідомості, та власної гідності;
- забезпечує захист прав та інтересів курсантів та студентів, сприяють задоволенню їх потреб у сфері навчання, побуту, оздоровлення, відпочинку тощо;
- сприяють навчальній, науковій та творчій діяльності курсантів, студентів;
- сприяють створенню необхідних умов для проживання та відпочинку курсантів, студентів;
- організовують співробітництво з курсантами, студентами інших навчальних закладів та молодіжними неполітичними організаціями;
- сприяють участі курсантів та студентів у міжнародних, загальноукраїнських, міжрегіональних, регіональних та інших проектах, конкурсах, конференціях, олімпіадах;
- забезпечують, разом з відповідними службами університету, інформаційну, правову, психологічну допомогу курсантам, студентам;
- пропагують здоровий спосіб життя, запобігають вчиненню курсантами та студентами порушень, а також вживанню ними алкоголю, наркотиків, тютюну тощо;
- здійснюють інформаційну та видавничу діяльності;
- співпрацюють та координують роботу з викладачами, кураторами навчальних груп;
- можуть виступати засновником благодійних фондів.
- приймають акти, що регламентують їхню організацію та діяльність;
- проводять організаційні, наукові, культурно-масові, спортивні, оздоровчі та інші заходи;
- сприяють працевлаштуванню осіб, які навчаються у вищому навчальному закладі;
- розпоряджаються коштами та іншим майном, які знаходяться на їхньому балансі та банківських рахунках;

Рада курсантського та студентського самоврядування ЛДУ БЖД є членом Студентської Ради Львова та Української асоціації студентського самоврядування.

### Філія кафедри UNESCO
Основні напрями наукової діяльності кафедри:
- Розробка дистанційних курсів для підтримки самостійної роботи курсантів та студентів ЛДУ БЖД;
- Апробація створених дистанційних курсів на прикладі курсантів та студентів ЛДУ БЖД;
- Розробка інтерактивних тренажерів для дисципліни «Пожежна та виробнича автоматика» до використання в віртуальному навчальному середовищі ЛДУ БЖД;
- Розробка презентаційної програми про ЛДУ БЖД;
- Підготовки фахівців по напрямках підготовки керівників та виконавців робіт протипожежного призначення і пожежно-технічного мінімуму;
- Супровід постійно діючої електронну конференцію для викладачів та слухачів ЛДУ БЖД в віртуальному навчальному середовищі;
- Організація міжнародної наукової конференції «Інформаційно-комунікаційні технології в освіті: проблеми та перспективи»;
- Супровід віртуального навчального середовища ЛДУ БЖД з мережі Інтернет за адресою: https://web.archive.org/web/20120821113900/http://ubgd.lviv.ua/moodle/;
- Неперервне навчання та освіта для дорослих, перепідготовка, навчання впродовж життя, дистанційне навчання в сфері цивільного захисту;
- Інформаційна безпека та захист авторських прав.

### Лабораторія дистанційного навчання
Основною метою діяльності відділу є створення сприятливих умов для подальшого розвитку взаємного співробітництва між Університетом, випускниками та студентами, вирішення проблем працевлаштування випускників та студентів, проходження переддипломної, навчальної практики та стажування у базових гарнізонах та у провідних установах м. Львова та регіонів України.
Працівники відділу налагоджують, встановлюють та підтримують контакти з потенційними роботодавцями з метою подальшого працевлаштування студентів і випускників Університету.
У відділі проводять активну роботу по залученню випускників до продовження навчання в ад'юнктурі Університету та до участі в загально університетських заходах, проведення семінарів, конференцій, круглих столів, лекцій з метою підвищення загальноосвітнього рівня.

### Відділ сприяння працевлаштуванню студентів і випускників
Основною метою діяльності відділу є створення сприятливих умов для подальшого розвитку взаємного співробітництва між Університетом, випускниками та студентами, вирішення проблем працевлаштування випускників та студентів, проходження переддипломної, навчальної практики та стажування у базових гарнізонах та у провідних установах м. Львова та регіонів України.
Працівники відділу налагоджують, встановлюють та підтримують контакти з потенційними роботодавцями з метою подальшого працевлаштування студентів і випускників Університету.
У відділі проводять активну роботу по залученню випускників до продовження навчання в ад'юнктурі Університету та до участі в загально університетських заходах, проведенні семінарів, конференцій, круглих столів, лекцій з метою підвищення загальноосвітнього рівня.